# مناورات الرد الفوري

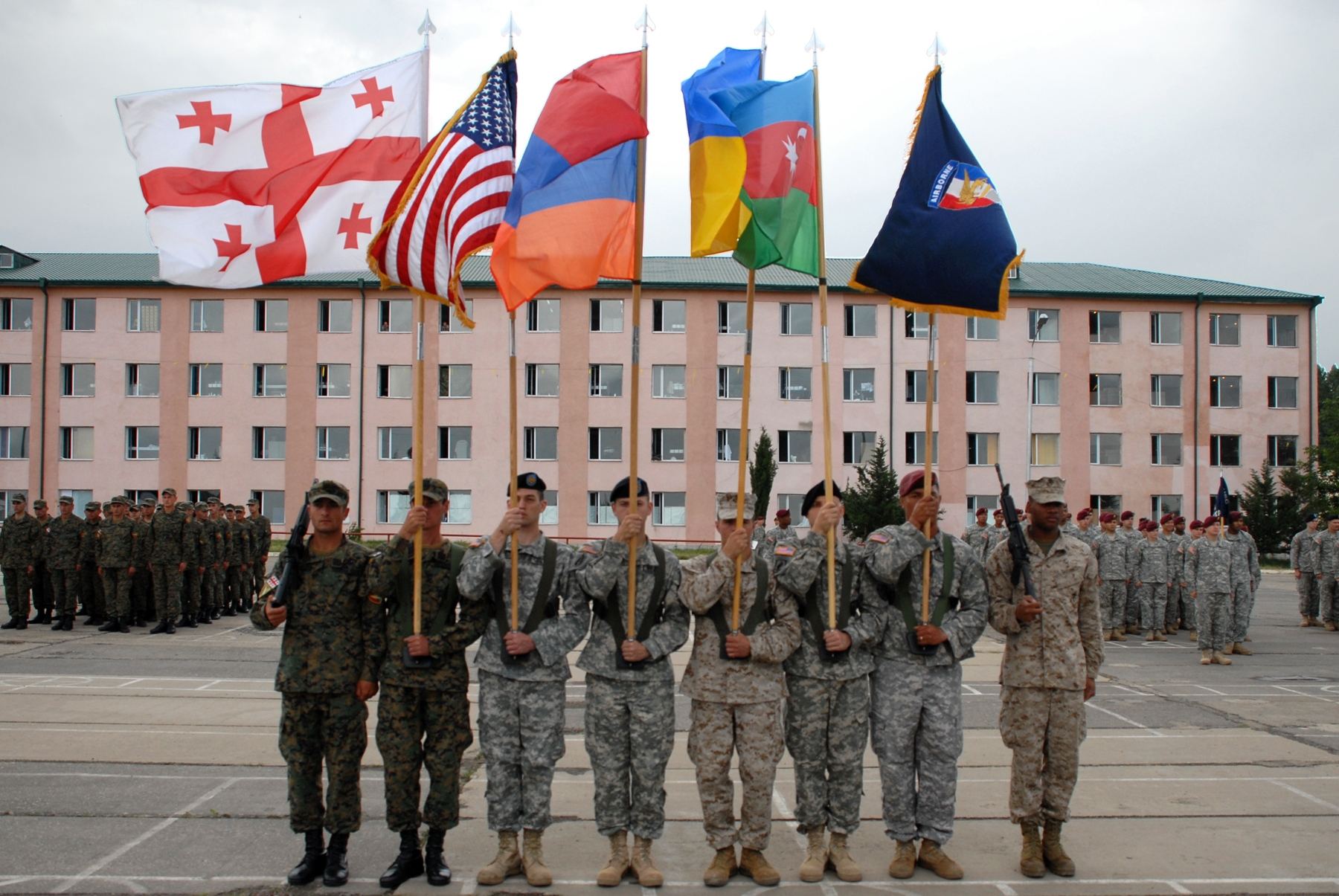

مناورات الرد الفوري أو (بالإنجليزية: Immediate Response Maneuvers)‏ هي مناورات عسكرية مشتركة تقام بين كل من أمريكا وجورجيا. 